# Obrzęd przejścia

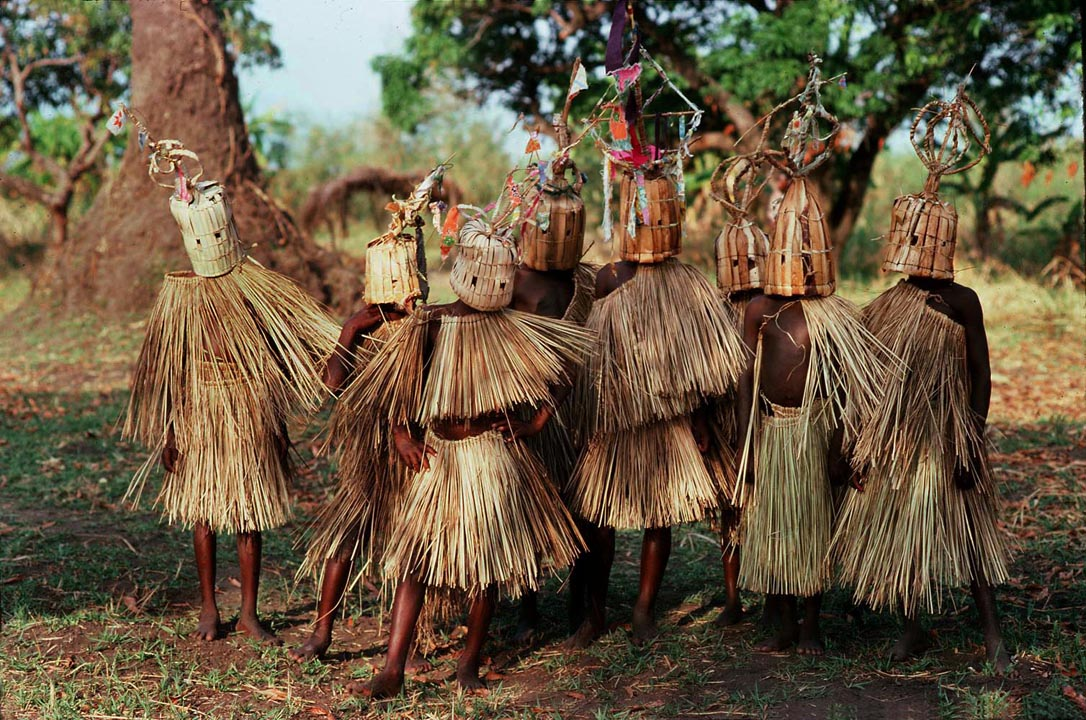
Rytuał inicjacji chłopców z plemienia Yao w Malawi

Obrzęd przejścia – obrzęd, którego charakterystyczną cechą jest zmiana (odebranie i nadanie) jakiejś właściwości poddanego mu człowieka. Często służy do zaznaczenia przełomowych okresów w życiu jednostki, związanych z przechodzeniem z jednej fazy życia do kolejnej, zmianą grupy wiekowej lub społecznej. Charakter obrzędów przejścia mogą mieć także rytuały odprawiane przy okazji fizycznych zmian miejsca: przekroczenia granicy terytorium, przeprowadzki, podróży (szczególnie podróż sakralna – pielgrzymka).

## Struktura obrzędu przejścia
Obrzęd przejścia składa się zawsze z trzech faz, ale długości ich trwania są tak różne, że niektóre mogą być prawie niezauważalne, a inne ciągnąć się latami.
Faza wyłączenia (f. preliminalna, f. separacji) – odebranie statusu jednostki, wyłączenie z dotychczasowej grupy. Jednostka wyłączana jest w specyficzny sposób oznaczana np. poprzez:
- rytualny ubiór lub nagość,
- pomalowanie lub okaleczenie ciała, twarzy,
- oddalenie się od społeczności,
- izolacja (zamknięcie).

Ma to na celu uświadomienie społeczności, że ma do czynienia z osobą, która uczestniczy w obrzędzie przejścia. Czasem następuje rytualna "śmierć" (może to być sen, omdlenie, upadek, wycieńczenie).
Faza marginalna (f. liminalna, okres przejściowy) – jednostka jest zawieszona, „nie ma jej”, straciła poprzednią rolę społeczną, ale jeszcze nie nabywa nowej. Taki stan może trwać od kilku minut do wielu lat.
Faza włączenia (f. postliminalna, f. integracji) – nadanie nowego statusu.

## Arnold van Gennep
Arnold van Gennep w 1909 r. rozszerzył zakres dotychczas używanego pojęcia na wiele pozornie różnych obrzędów. Według niego charakter obrzędów przejścia mogą posiadać rytuały związane z:
- fizycznym przejściem przez terytorium, pomieszczenia
- powitaniem i włączeniem obcego do społeczności
- ciążą i narodzeniem dziecka
- przejściem z fazy życia dziecięcej do dojrzałości (np. postrzyżyny)
- inicjacją do stowarzyszeń (zawod., polit., wojsk.), kast, klanów, grup religijnych (w tym chrzest)
- zaręczynami i małżeństwem
- pogrzebem

## Hinduizm
Hinduizm zna kilka obrzędów przejścia, związanych z wiekiem mężczyzny:
- brahmaćarja (nauka),
- gryhastha (mąż i ojciec),
- wanaprastha (koncentracja na religii),
- sannjasa (życie w ascezie).